# 米格爾·伊茲克索恩
米格爾·伊茲克索恩（Miguel Itzigsohn）是一位阿根廷天文學家，小行星中心認為他在1948年至1954年間發現了15顆小行星。

## 生平
伊茲克索恩是一位球面天文學與實用天文學教授。1955年至1972年，他擔任拉普拉塔天文台子午線外天文學部主任，專門研究天體測量和天體力學。第二次世界大戰後，他推動了阿根廷小行星研究的觀測和電腦計算研究。
主帶小行星1596是由他自己發現的，並於1980年8月1日以他的名字命名（M.P.C. 5449）。

## 外部連結
- Lista de cientificos (in Spanish)